# Международный день кофе
Международный день кофе — событие, которое используется для популяризации кофе как напитка, и в настоящее время мероприятия проводятся по всему миру. По согласованию с Международной Организацией по Кофе первое официальное празднование состоялось 1 октября 2015 года в Милане. Этот день также использовался для продвижения честной торговли кофе и для привлечения внимания к проблемам производителей кофе. Многие компании предлагают кофе бесплатно или со скидкой. Некоторые предприниматели раздают купоны или делают специальные предложения для своих подписчиков в социальных сетях. Некоторые производители поздравительных открыток также выпускают в продажу открытки, посвященные Национальному Дню Кофе, а также бесплатные электронные открытки.

## История
На собрании 3-7 марта 2014 Международной Организацией по Кофе было принято решение провести первый официальный Международный День Кофе в Милане в рамках Экспо 2015.
29 сентября и в смежные даты были проведены различные мероприятия под названием «День кофе» или «Международный день кофе».
О точном происхождении Международного дня кофе мало что известно. Впервые событие было организовано в Японии в 1983 году Японской ассоциацией кофе (яп. 全日本コーヒー協会).
В Соединённых Штатах «Национальный день кофе» был публично упомянут ещё в 2005 году. Название «Международный День Кофе» впервые было упомянуто на пресс-конференции, созванной 3 октября 2009 года Музеем Еды и Напитков Юга для празднования и объявления первого Новоорлеанского фестиваля кофе.
В Китае первое празднование было организовано Международной организацией по кофе в 1997 году, и с 2001 стало ежегодным. Тайвань впервые отметил День кофе в 2009 году.
В Непале Национальный день кофе впервые был отпразднован 17 ноября 2005 года.
Индонезия, где первый Национальный день кофе был отпразднован 17 августа 2006 года, в этот же день отмечает День независимости.
Есть ошибочные сведения, что международный день кофе празднуют 17 апреля, никто в мире не празднует 17 апреля этот праздник.

## Национальные дни кофе
| Дата                     | Страны |
| ------------------------ | --- |
| 3 января                 | Монголия |
| 14 апреля                | Португалия |
| 6 мая                    | Дания |
| 24 мая                   | Бразилия |
| 27 июня                  | - Колумбия - Северная Корея |
| 22 августа               | Перу |
| сентябрь, вторая пятница | Коста-Рика |
| 28 сентября              | Швейцария |
| 29 сентября              | - Австралия - Австрия - Бельгия - Канада - Эфиопия - Венгрия - Исландия - Индия (Чикмагалур, Бангалор, Земля Кофе) - Индонезия - Норвегия - Филиппины - Румыния - Южная Африка - Швеция - Тайвань - Соединённые Штаты - Пакистан, Карачи - Польша |
| 1 октября                | - Германия - Ирландия - Словакия - Япония - Малайзия - Мексика - Новая Зеландия - Сингапур - Шри-Ланка - Великобритания |